# Corte d'appello di Bologna

Territorio del distretto di corte d'appello di Bologna

Il distretto della Corte d'appello di Bologna è formato dai circondari dei 9 Tribunali ordinari di Bologna, Ferrara, Forlì, Modena, Parma, Piacenza, Ravenna, Reggio Emilia e Rimini.
Costituisce l'unica Corte d'appello nel territorio della regione Emilia-Romagna.
La Corte ha sede nel Palazzo Ranuzzi-Baciocchi (detto anche Palazzo Ruini), dove gli uffici giudiziari sono insediati dal 1873.

## Storia
La Corte d'appello di Bologna fu istituita nel periodo napoleonico, con decreto 17 giugno 1806.
Con la Restaurazione ed il ritorno dello Stato Pontificio, nel 1816 furono previsti i Tribunali di prima istanza di Bologna, Ferrara, Ravenna e Forlì, per i quali era competente in secondo grado il Tribunale di appellazione di Bologna.
Nel 1860, con l'annessione delle province emiliane e romagnole al Regno di Sardegna, furono istituite le Corti d'appello di Bologna e di Parma (con sezione a Modena), quest'ultima soppressa ed accorpata al capoluogo emiliano nel 1923.

## Competenza territoriale civile e penale degli uffici del distretto
Le circoscrizioni territoriali sono aggiornate al testo della legge 27 febbraio 2015, n. 11 e dei decreti ministeriali 22 aprile 2015 e 27 maggio 2016.

## Tribunale di Bologna

### Giudice di pace di Bologna
Anzola dell'Emilia, Argelato, Baricella, Bazzano, Bentivoglio, Bologna, Calderara di Reno, Casalecchio di Reno, Castel d'Aiano, Castel Maggiore, Castello d'Argile, Castello di Serravalle, Castenaso, Crespellano, Crevalcore, Galliera, Granarolo dell'Emilia, Grizzana Morandi, Loiano, Malalbergo, Marzabotto, Minerbio, Monghidoro, Monte San Pietro, Monterenzio, Monteveglio, Monzuno, Ozzano dell'Emilia, Pianoro, Sala Bolognese, San Giorgio di Piano, San Giovanni in Persiceto, San Lazzaro di Savena, San Pietro in Casale, Sant'Agata Bolognese, Sasso Marconi, Savigno, Vergato, Zola Predosa

### Giudice di pace di Imola
Borgo Tossignano, Budrio, Casalfiumanese, Castel del Rio, Castel Guelfo di Bologna, Castel San Pietro Terme, Dozza, Fontanelice, Imola, Medicina, Molinella, Mordano

### Giudice di pace di Porretta Terme
Camugnano, Castel di Casio, Castiglione dei Pepoli, Gaggio Montano, Granaglione, Lizzano in Belvedere, Porretta Terme, San Benedetto Val di Sambro

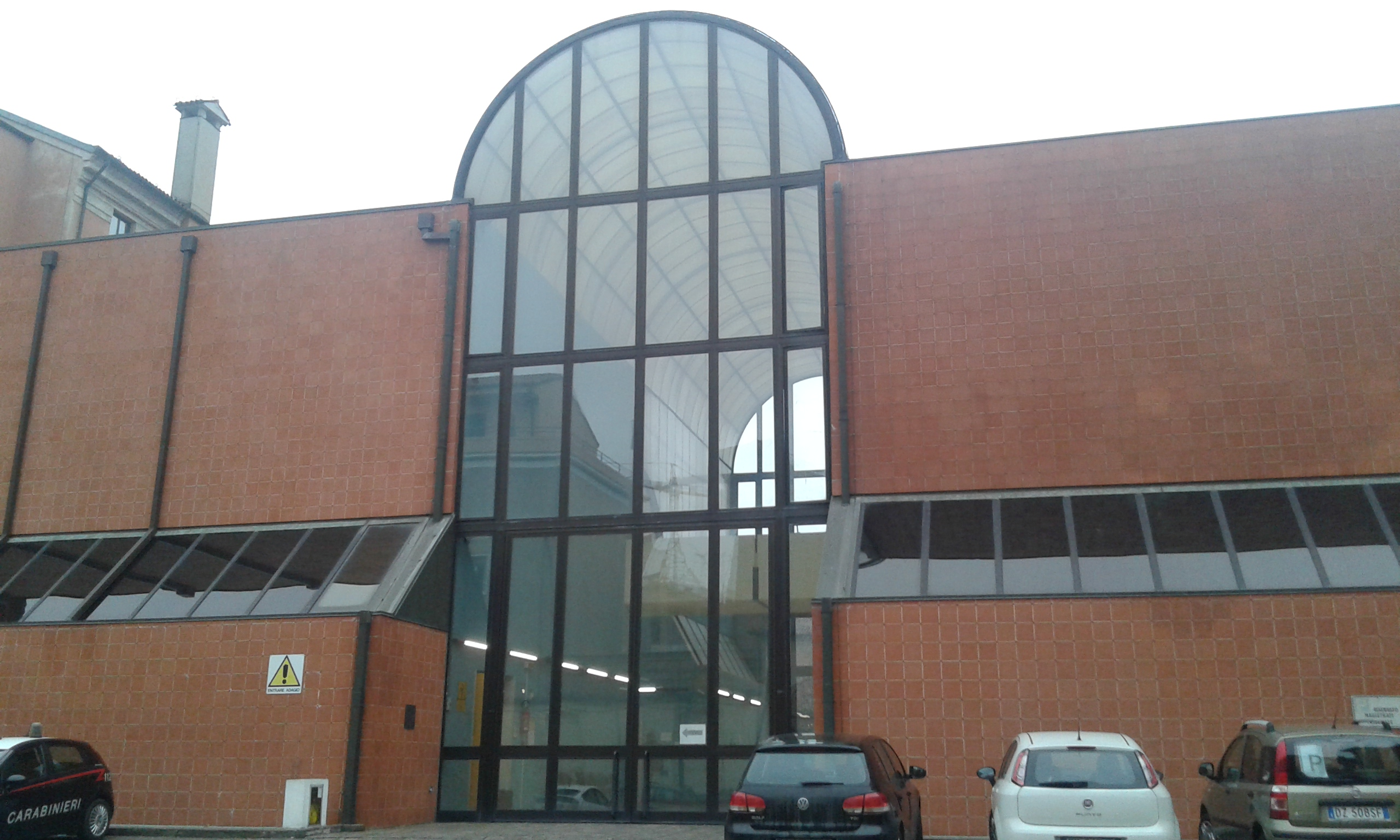
Palazzo di giustizia di Ferrara

## Tribunale di Ferrara

### Giudice di pace di Ferrara
Argenta, Berra, Bondeno, Cento, Codigoro, Comacchio, Copparo, Ferrara, Formignana, Goro, Jolanda di Savoia, Lagosanto, Masi Torello, Massa Fiscaglia, Mesola, Migliarino, Migliaro, Mirabello, Ostellato, Pieve di Cento, Poggio Renatico, Portomaggiore, Ro, Sant'Agostino, Tresigallo, Vigarano Mainarda, Voghiera

## Tribunale di Forlì

### Giudice di pace di Forlì
Bagno di Romagna, Bertinoro, Borghi, Castrocaro Terme e Terra del Sole, Cesena, Cesenatico, Civitella di Romagna, Dovadola, Forlì, Forlimpopoli, Galeata, Gambettola, Gatteo, Longiano, Meldola, Mercato Saraceno, Modigliana, Montiano, Portico e San Benedetto, Predappio, Premilcuore, Rocca San Casciano, Roncofreddo, San Mauro Pascoli, Santa Sofia, Sarsina, Savignano sul Rubicone, Sogliano al Rubicone, Tredozio, Verghereto

## Tribunale di Modena

### Giudice di pace di Finale Emilia[8]
Camposanto, Cavezzo, Concordia sulla Secchia, Finale Emilia, Medolla, Mirandola, San Felice sul Panaro, San Possidonio, San Prospero

### Giudice di pace di Modena
Bastiglia, Bomporto, Campogalliano, Carpi, Castelfranco Emilia, Castelnuovo Rangone, Castelvetro di Modena, Fiorano Modenese, Formigine, Frassinoro, Guiglia, Maranello, Marano sul Panaro, Modena, Montefiorino, Nonantola, Novi di Modena, Palagano, Prignano sulla Secchia, Ravarino, San Cesario sul Panaro, Sassuolo, Savignano sul Panaro, Soliera, Spilamberto, Vignola, Zocca

### Giudice di pace di Pavullo nel Frignano[9]
Fanano, Fiumalbo, Lama Mocogno, Montecreto, Montese, Pavullo nel Frignano, Pievepelago, Polinago, Riolunato, Serramazzoni, Sestola

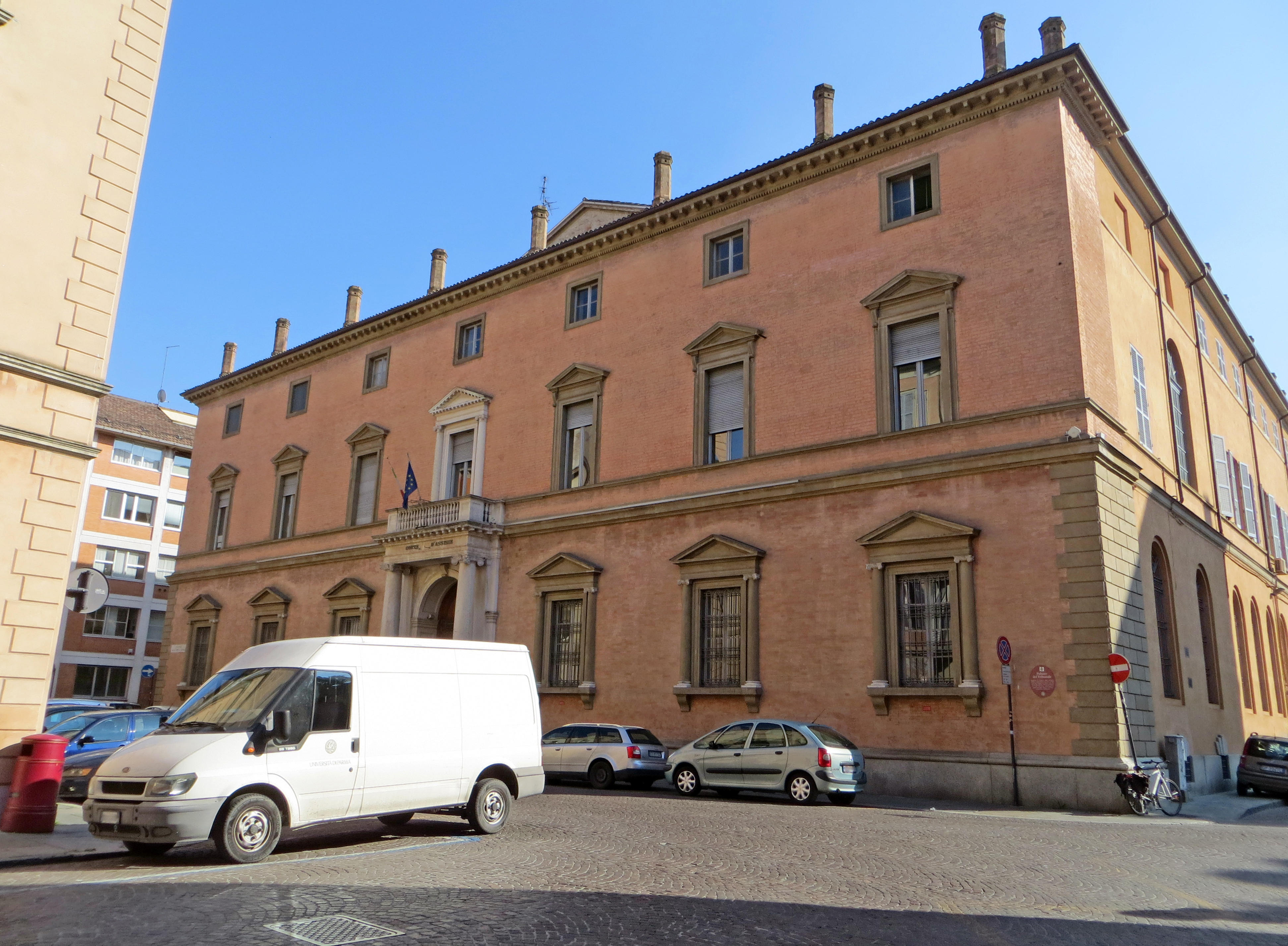
Palazzo di giustizia di Parma

## Tribunale di Parma

### Giudice di pace di Parma
Albareto, Bardi, Bedonia, Berceto, Bore, Borgo Val di Taro, Busseto, Calestano, Collecchio, Colorno, Compiano, Corniglio, Felino, Fidenza, Fontanellato, Fontevivo, Fornovo di Taro, Langhirano, Lesignano de' Bagni, Medesano, Mezzani, Monchio delle Corti, Montechiarugolo, Neviano degli Arduini, Noceto, Palanzano, Parma, Pellegrino Parmense, Polesine Parmense, Roccabianca, Sala Baganza, Salsomaggiore Terme, San Secondo Parmense, Sissa, Solignano, Soragna, Sorbolo, Terenzo, Tizzano Val Parma, Tornolo, Torrile, Traversetolo, Trecasali, Valmozzola, Varano de' Melegari, Varsi, Zibello

## Tribunale di Piacenza

### Giudice di pace di Piacenza
Agazzano, Alseno, Besenzone, Bettola, Bobbio, Borgonovo Val Tidone, Cadeo, Calendasco, Caminata, Caorso, Carpaneto Piacentino, Castel San Giovanni, Castell'Arquato, Castelvetro Piacentino, Cerignale, Coli, Corte Brugnatella, Cortemaggiore, Farini, Ferriere, Fiorenzuola d'Arda, Gazzola, Gossolengo, Gragnano Trebbiense, Gropparello, Lugagnano Val d'Arda, Monticelli d'Ongina, Morfasso, Nibbiano, Ottone, Pecorara, Piacenza, Pianello Val Tidone, Piozzano, Podenzano, Ponte dell'Olio, Pontenure, Rivergaro, Rottofreno, San Giorgio Piacentino, San Pietro in Cerro, Sarmato, Travo, Vernasca, Vigolzone, Villanova sull'Arda, Zerba, Ziano Piacentino

## Tribunale di Ravenna

### Giudice di pace di Faenza
Bagnara di Romagna, Brisighella, Casola Valsenio, Castel Bolognese, Faenza, Riolo Terme, Solarolo

### Giudice di pace di Lugo
Bagnacavallo, Conselice, Cotignola, Fusignano, Lugo, Massa Lombarda, Sant'Agata sul Santerno

### Giudice di pace di Ravenna
Alfonsine, Cervia, Ravenna, Russi

## Tribunale di Reggio Emilia

### Giudice di pace di Reggio Emilia
Albinea, Bagnolo in Piano, Baiso, Bibbiano, Boretto, Brescello, Busana, Cadelbosco di Sopra, Campagnola Emilia, Campegine, Canossa, Carpineti, Casalgrande, Casina, Castellarano, Castelnovo di Sotto, Castelnovo ne' Monti, Cavriago, Collagna, Correggio, Fabbrico, Gattatico, Gualtieri, Guastalla, Ligonchio, Luzzara, Montecchio Emilia, Novellara, Poviglio, Quattro Castella, Ramiseto, Reggio nell'Emilia, Reggiolo, Rio Saliceto, Rolo, Rubiera, San Martino in Rio, San Polo d'Enza, Sant'Ilario d'Enza, Scandiano, Toano, Vetto, Vezzano sul Crostolo, Viano, Villa Minozzo

## Tribunale di Rimini

### Giudice di pace di Rimini
Bellaria-Igea Marina, Casteldelci, Cattolica, Coriano, Gemmano, Maiolo, Misano Adriatico, Mondaino, Monte Colombo, Montefiore Conca, Montegridolfo, Montescudo, Morciano di Romagna, Novafeltria, Pennabilli, Poggio Berni, Riccione, Rimini, Saludecio, San Clemente, San Giovanni in Marignano, San Leo, Sant'Agata Feltria, Santarcangelo di Romagna, Talamello, Torriana, Verucchio

## Altri organi giurisdizionali competenti per i comuni del distretto

### Sezioni specializzate
- Corti d’assise di Bologna, Ferrara, Forlì, Modena, Parma, Piacenza, Ravenna, Reggio Emilia e Rimini.
- Corte d'assise d'appello di Bologna
- Sezioni specializzate in materia di impresa presso il Tribunale e la Corte d'appello di Bologna
- Tribunale regionale delle acque pubbliche di Firenze
- Sezione specializzata in materia di immigrazione, protezione internazionale e libera circolazione dei cittadini dell'Unione europea presso il Tribunale di Bologna

### Giustizia minorile
- Tribunale per i minorenni di Bologna
- Corte d'appello di Bologna, sezione minorenni

### Sorveglianza
- Uffici di sorveglianza di Bologna, Modena e Reggio Emilia
- Tribunale di sorveglianza di Bologna

### Giustizia tributaria
- Commissione tributaria provinciale (CTP): Bologna, Ferrara, Forlì, Modena, Parma, Piacenza, Ravenna, Reggio Emilia e Rimini
- Commissione tributaria regionale (CTR) Emilia-Romagna di Bologna; sezioni staccate di Parma e Rimini

### Giustizia militare
- Tribunale militare di Verona
- Corte d’appello militare di Roma

### Giustizia contabile
- Corte dei Conti: Sezione Giurisdizionale per la regione Emilia Romagna; Sezione regionale di controllo per l'Emilia-Romagna, Procura regionale presso la sezione giurisdizionale per la regione Emilia Romagna (Bologna)

### Giustizia amministrativa
- Tribunale Amministrativo Regionale per l'Emilia-Romagna (Bologna);[10] Sezione staccata di Parma[11]

### Usi civici
- Commissariato per la liquidazione degli usi civici dell'Emilia-Romagna e Marche, con sede a Bologna